# Dufourea longiglossa
Dufourea longiglossa är en biart som beskrevs av Ebmer 1993. Dufourea longiglossa ingår i släktet solbin, och familjen vägbin. Inga underarter finns listade i Catalogue of Life.